# 国士舘大学理工学部
国士舘大学理工学部（こくしかんだいがくりこうがくぶ）は、国士舘大学が設置する理工学部。

## 概略
1963年（昭和38年）に国士舘大学に工学部が新しく設立され、2007年（平成19年）には、工学部を改組して、国士舘大学理工学部になった。この理工学部の組織は、従来の4学科の学問分野を継続する機械工学系、電子情報学系、建築学系、都市ランドスケープ学系、そして、新たな教育研究領域として健康医工学系、基礎理学系の2つの学系が加わり「1学部6学系」の理工学部になった。その後、「都市ランドスケープ学系」は2014年度（平成26年度）から「まちづくり学系」に、「健康医工学系」は2019年（平成31年度）に「人間情報学系」に名称変更した。
国士舘大学理工学部は、「人に、生活に役立つ技術やそれを支える学問」を目指して、国士舘大学の建学精神である「誠意・勤労・見識・気魄」を礎に、理学と工学の融合の教育・研究活動を行っている。
教育面では、新入生や在学生の基礎学力を補強するために「学習支援室」が設置され、定期試験前には、数学や理学の教員を中心に試験勉強をサポートしている。学習に関しては、TA（ティーチングアシスタント）、SA（スチューデントアシスタント）、専任教職員などが学生を指導している。
「演習」や「実験」などの授業では、大学院生や上級生がアシスタントにつき、さまざまなアドバイスを学生にして、理解力を深めていく。

## 沿革
- 1963年（昭和38年）4月 - 国士舘大学に工学部（機械工学科・電気工学科）を開設
- 1964年（昭和39年）4月 - 工学部に土木工学科・建設学科を増設
- 1994年（平成6年）4月 - 大学院工学研究科（修士課程）を開設
- 2007年（平成19年）4月 - 工学部を理工学部に改組。それに従い、工学部機械情報工学科・電気電子工学科・都市システム工学科・建築デザイン工学科を理工学部理工学科機会工学系・電子情報学系・建築学系・都市ランドスケープ学系・健康医工学系・基礎理学系へ名称変更
- 2013年（平成25年）
- 3月 - 工学部を廃止
- 2014年（平成26年） - 「都市ランドスケープ学系」を「まちづくり学系」に名称変更

## 学系
- 機会工学学系

- 電子情報学系

- 建築学系

- まちづくり学系

- 人間情報学系

- 基礎理学系

## 交通アクセス
世田谷キャンパス
東京都世田谷区世田谷4-28-1
- 小田急線「梅ヶ丘駅」下車、徒歩9分
- 東急世田谷線「松陰神社前駅」または「世田谷駅」下車、徒歩6分